# Belgisch voetbalelftal onder 16 (vrouwen)
Het Belgisch vrouwenvoetbalelftal onder 16 is een vrouwenvoetbalelftal voor spelers onder de 16 jaar. Speelsters die 16 jaar zijn op het moment dat de kwalificatie voor een toernooi begint, kunnen blijven deelnemen. Zo kunnen er dus speelsters van 17 jaar aan een toernooi meedoen.
Het team neemt niet deel aan internationale of regionale competities maar speelt wel elk jaar meerdere vriendschappelijke wedstrijden en waar mogelijk meerlandentoernooien.
Bondscoach is sinds juni 2021 Heleen Jaques.